# Emi Takei
Emi Takei (武井 咲, Takei Emi, nascida em 25 de dezembro de 1993 em Nagoya) é uma atriz, modelo e cantora japonesa. Emi é mais conhecida por interpretar Kaoru Kamiya no live action de Samurai x

## Carreira

### Dramas televisivos
- Otomen (2009) - Kuriko Tachibana
- Liar Game 2 (2009–2010) - Saeki Hiroka
- GOLD (2010) - Saotome Akira
- Taisetsu na Koto wa Subete Kimi ga Oshiete Kureta (2011) - Hikari Saeki
- Asukou March! ~Kenritsu Asuka Kougyou Koukou Koushinkyoku~(2011) - Nao Yoshino

### Filmes
- Sakura no sono (2008)
- Rurouni Kenshin (2012) - Kamiya Kaoru
- Kyō, Koi o Hajimemasu (2012) - Tsubaki Hibino

### Publicidade
- Shiseido "TSUBAKI" (2010)
- Lotte Chocolate "Ghana Milk" (2011)
- Softbank Mobile "White Family 24" (2011)
- Shiseido "Maquillage" (2011)
- Sokenbicha "爽健美茶" (2011)
- Nintendo "みんなのリズム天国 (Rhythm Heaven)", um jogo de vídeo para a Wii (2011)

### Revistas
- 「SEVENTEEN」 (fevereiro de 2007 – presente)

### Singles
- 恋スルキモチ (Koi Suru Kimochi) - 14 de dezembro de 2011 (6º no Oricon)